# Bedankt
Bedankt is een hoorspel van Jill Hyem. Thank You werd op 27 november 1974 door de BBC uitgezonden. Josephine Soer vertaalde het en de TROS zond het uit op woensdag 17 januari 1979. De regisseur was Harry Bronk. Het hoorspel duurde 36 minuten.

## Rolbezetting
- Eva Janssen (Gerda)
- Lies de Wind (Joan)

## Inhoud
De hoofdpersoon - Gerda, een actrice - heeft haar man verloren. Zij ziet de toekomst somber in en loopt met zelfmoordplannen, vooral omdat ze zich in de steek gelaten voelt door haar hartsvriendin Joan. Ze nodigt Joan uit haar te komen opzoeken om haar deelgenoot te maken van alle ellende waarmee zij de laatste tijd worstelt. In de praktijk hangt over dit bezoek de voortdurende dreiging van het onafwendbare noodlot. Joan beseft zeer wel, dat Gerda's leven staat of valt met de wijze waarop zij haar tegemoet treedt...